# Falepipi he Mafola
Falepipi he Mafola ("Casa de la Pau") és un grup d'artesania de Niue amb seu a Nova Zelanda.
Els membres de l'organització es van reunir per primera vegada l'1 d'abril de 1993, i Falepipi he Mafola es va constituir formalment el 19 d'agost de 1994. Es va fundar amb l'objectiu d'apoderar els niueans grans i reunir-los com a comunitat, així com mantenir la seva connexió amb la seva illa natal. Els seus membres es reuneixen setmanalment al suburbi d'Ōtāhuhu d'Auckland.
Els seus membres fundadors incloïen Molima Molly Pihigia, que va emigrar de Niue a Nova Zelanda el 1970, i el seu marit Fataiki Pihigia. Entre els membres destacats hi ha Tiresa Fasi, Foufili Halagigie i Mokahele Halagigie. Tot i que la seva missió es centra en els artesans més grans, els membres oscil·len entre els 30 i els 90; són principalment dones.
Falepipi he Mafola produeix principalment artesania de teixidura de Niuean, com ara lili (tapissos de paret), iliili (ventalls), safates i cistelles. Entre les artesanies produïdes també hi ha talles i xarxes. Els seus membres generalment utilitzen materials que són més fàcils d'obtenir a Auckland, com ara la ràfia, el kaniu (costelles de fulles de coco) i plàstic reciclat, en lloc de la tradicional laufa (fulles de pandanus). El grup també ha publicat enregistraments de cançons i himnes de Niue, incloent-hi el volum 1 de Niue Haku Motu de 2005 i el volum 2 de Fanogonogo Ke He Leo de 2010, i va treballar per promoure la llengua niueana.
El 2009, l'organització va ser guardonada amb el premi Pacific Heritage Art com a part dels premis Arts Pasifika pel seu "compromís actiu de la comunitat amb la promoció de les arts patrimonials de Niue". Les peces produïdes pel grup estan incloses en la col·lecció de Te Papa, el museu nacional de Nova Zelanda.